# 欧州気候変動プログラム
欧州気候変動プログラム（おうしゅうきこうへんどうプログラム、英: European Climate Change Programme）は、欧州委員会が2000年6月に開始した、危険な気候変動を避けることを目的とした組織である。
欧州連合が気候変動に関する国際連合枠組条約の京都議定書を履行していくために必要な戦略とその要素を特定、開発、実施することを目標とする。
欧州気候変動プログラムには、加盟国、業界団体、環境保護団体など多岐にわたるステークホルダーが参加した。
欧州気候変動プログラムの重要な貢献の１つとして、世界最大の温室効果ガス排出権取引スキームであるEU ETS（欧州連合域内排出量取引制度）の整備が挙げられる。
1996年にEUは許容可能な地球温暖化による気温上昇を、人為的なCO2排出が急増した産業革命が起こる以前の水準から+2℃未満に抑え、被害を緩和することを目標として掲げ、都度再確認してきた。
世界的な気候変動の緩和への努力が進まない中、2027年までに1.5℃の閾値を突破する可能性が50%まで上昇しており、2℃目標の達成が危ぶまれている。2℃目標の達成が非現実的な水準になった場合、EUは2℃目標を諦め、気候変動の緩和政策を改めることを余儀なくされる可能性がある。

## 自動車のCO2排出削減
新車乗用車からのCO2排出量基準は、2007年には当初は0.13kg-CO2 /kmの規制案を発表した。
また、2011年には運輸部門からの温室効果ガス排出量を6割削減することを目標とした、EU輸送ロードマップを発表した。

### 黄色いベスト運動
2019年にはフランスでのCO2削減のために燃料税が引き上げようとしたことに抗議する黄色いベスト運動が勃発し、仏政府は燃料税の引き上げを取りやめる事態となった。
この騒動を受け、フランス世論では、燃料税の引き上げは、貧困層にも負担を強いるため、自転車道の整備、バス専用車線の整備、電車などの低負荷な代替交通手段網の整備に税金を投入すべきだとの意見が多く見られるようになった。

## 参考
- 気候行動総局（欧州委員会）
- ヨーロッパの気候
- 欧州連合のエネルギー政策
- スウェーデンを石油のない社会にする
- 欧州連合の再生可能エネルギー
- インドの青年気候ネットワーク